# 河北卓奥足球俱乐部
河北卓奥足球俱乐部，原名河北精英足球俱乐部，是一家位于秦皇岛的足球俱乐部，成立于2009年。俱乐部从2010年开始，先后将三批小球员送往巴西训练。2013年，首批留洋训练的球员归国，赴西班牙集训半年后组队参加中国足球乙级联赛。河北精英足球俱乐部曾在2015年中国足球乙级联赛中夺得预赛北区第三名，打入全国总决赛。

## 历史
2009年，河北精英集团成立河北精英足球俱乐部。俱乐部聘请曾在中国国家足球队任教的徐弢担任总经理。2010年，河北精英足球俱乐部从中国的六个省市的2000名小球员中挑选了21名1994至1995年出生的球员，将他们送到巴西的里贝朗普雷图接受奥莱足球俱乐部、博塔弗戈足球俱乐部的训练。河北精英送去的小球员同步学习文化课程和葡萄牙语，与巴西球员一同训练。2012年1月、2012年11月，河北精英俱乐部又送出两批球员到巴西训练。河北精英队夺得了2012年巴西圣保罗州青年杯赛U17锦标赛冠军，成为了二十年来巴西圣保罗州青年杯赛首支外国冠军队。河北精英队有的球员入选了博塔弗戈梯队，还有球员被省市代表队选中参加了2013年第十二届全运会。
2013年8月，在海外训练三年的小球员返回中国，随后前往西班牙米哈斯市的马拉加太阳海岸足球学校集训半年。2014年，河北精英足球俱乐部以这一批球员为班底，组队报名参加中国足球乙级联赛。球队主场设在秦皇岛奥体中心。球队得到秦皇岛北大科技园的赞助，冠名为“河北秦皇岛北大队”。俱乐部原计划两年冲入中甲联赛，之后用三年升入中超联赛。第一次参加中乙联赛，球队位列北区第六，无缘全国总决赛。2015年，球队冠名改为“河北精英传媒”，预赛排在北区第三名，成功晋级淘汰赛。然而，全国总决赛第一轮，球队两回合与四川鑫达海战成1比1平，因客场进球少而被淘汰。2016年，由于之前与河北精英共用秦皇岛奥体中心的河北华夏幸福足球俱乐部升入中超，河北精英只好把主场迁到中国足球学校体育场。2019年，随着河北华夏幸福搬迁至廊坊，精英也重回秦皇岛奥林匹克体育中心，最终位列北区第3名，中乙季军，然而却放弃了因四川解散而获得的递补进入中甲的机会，使得苏州东吴得以进入中甲。在2020赛季更名为河北奥利精英足球俱乐部，最终位列泸西赛区第8名，无缘争冠赛，总排名位列第16名。
2021年1月18日，中福万家(北京)进出口有限公司通过接受精英集团40%以及徐弢个人的5%的股权而持有俱乐部100%股权，完成对俱乐部的收购。2021年3月23日，俱乐部由河北奥利精英足球俱乐部更名为河北卓奥足球俱乐部。
2022年，河北卓奥退出了中乙联赛。

## 队徽

河北精英队徽 （2012-）